# 麻生周一
麻生 周一（あそう しゅういち、1985年12月26日 - ）は、日本の漫画家。埼玉県入間市出身。妻は古川未鈴（でんぱ組.inc）。

## 経歴
20歳頃に漫画家を志すようになるまで、週に約2回のアルバイト以外は自宅に引きこもる生活を送っていた。
漫画家を志した当初はストーリー漫画家志望で、感動できる作品を描きたいと考えていた。別名義で投稿した新人賞最終候補に残ったこともあった。投稿派であったため、原稿の持ち込みをしたことはないという（2013年10月時点）。手塚賞に作品を投稿していたが、締切間際に手塚・赤塚両賞取りを狙い『勇者パーティー現る』を1週間で仕上げる。この結果、第64回（平成18年度上半期）赤塚賞準入選を果たし、同時にストーリー漫画家からギャグ漫画家へ転身する。なお、投稿でいきなり赤塚賞準入選を受賞するのはかなり「レアケース」であるという。『勇者パーティー現る』は『週刊少年ジャンプ』（集英社）2006年34号に掲載され、漫画家デビューを果たした。
その後、複数の読切掲載を経て、『ぼくのわたしの勇者学』を『週刊少年ジャンプ』2007年24号から2008年35号にかけて発表し初連載を果たす。デビューから約1年で連載まで漕ぎ着けたケースは珍しく、スタートダッシュの速い作家である。
『勇者学』完結後に探偵ものの連載を試みるが、当時放送していたテレビドラマ『33分探偵』と構想が被ってしまい諦めた。
2010年には再び『週刊少年ジャンプ』で『新世紀アイドル伝説 彼方セブンチェンジ』を連載するが、13週で打ち切られる。
麻生は過去の経験から、主人公をツッコミ役にすれば自由度が高く話を作りやすいと考え、『少年ジャンプNEXT!』（集英社）2010 SUMMERでツッコミ役を主人公にした読切『超能力者 斉木楠雄のΨ難』を掲載する。2011年には『週刊少年ジャンプ』で、7回不定期掲載し、タイトルを『斉木楠雄のΨ難』に改めて2012年24号から2018年13号まで連載され、テレビアニメ化や実写映画化などが行われるヒット作となった。

## 人物
身長175cm。血液型はA型。趣味はゲーム・ダーツ。自身のギャグ漫画の原点としてうすた京介を挙げる。好きな漫画は「island」（古味直志）・「キャッチクラブ」（宮本和也）・「Heart Catcher」（神海英雄）。2008年時点で2005年頃からの『赤マルジャンプ』掲載作品と作者名をすべて憶えているらしい。2016年4月時点で、お勧めの漫画として『僕のヒーローアカデミア』（堀越耕平）を挙げている。
もともとアイドルグループでんぱ組.incのファンクラブ会員で、2019年9月にでんぱ組の古川未鈴と結婚することを発表した。
『週刊少年ジャンプ』で『勇者学』2話同時掲載を6回行った（うち5回は休載漫画の代理原稿として掲載）。更に、本誌連載を休載することなく『赤マルジャンプ』2008 WINTERでも2話同時掲載を行い、さらに『ジャンプSQ』2008年7月号にも特別編を掲載した。このことは本誌や単行本で度々ネタにしており、当時の「史上最速30話達成」を記録した。なお、原稿を仕上げる速度は6日で1週分（17ページ）だという。
音楽ゲーム「BEMANIシリーズ」（コナミデジタルエンタテインメント）及びアーティストのRyu☆のファンで、「Ryu☆BEST-MOONLiGHT-」のアナザージャケットを描き下ろした。
麻生周一という名前はペンネームであるが、本名は公表していない。

## 作品リスト

### 漫画作品
- 凡例
  - 太字は連載作品
  - 〈掲載誌〉WJ：週刊少年ジャンプ / 赤マル：赤マルジャンプ / NEXT：少年ジャンプNEXT! / ＋：少年ジャンプ+ / 0：週刊少年ジャンプ0 / SQ：ジャンプSQ / GIGA：ジャンプGIGA （いずれも集英社） / (再)：再掲載
  - 〈収録〉Y - 〇：ぼくのわたしの勇者学〇巻 / K：新世紀アイドル伝説 彼方セブンチェンジ / S - 〇：斉木楠雄のΨ難〇巻 / 短：麻生周一短編集 超能力者 斉木楠雄のΨ難 0 / ゲ：斉木楠雄のΨ難　超能力エクサΨズ

|  | 連載作品 |  | 読切作品 |

|    | タイトル                                              | 種   | 掲載誌                                                                            | 収     | 備考                               |
| -- | ----------------------------------------------------- | ---- | --------------------------------------------------------------------------------- | ------ | ---------------------------------- |
| 01 | 勇者パーティー現る                                    | 読切 | WJ 2006年34号                                                                     | Y - 2  | 第64回赤塚賞準入選 デビュー作      |
| 02 | グラットニーとグリード                                | 読切 | 未掲載                                                                            | －     | 手塚賞応募作                       |
| 03 | LEGEND TOWER                                          | 読切 | WJ 2006年49号                                                                     | ゲ     |                                    |
| 04 | ぼくのわたしの勇者学                                  | 連載 | WJ 2007年24号 - 2008年35号                                                        | Y 短 ⇒ | 連載デビュー作 ⇒SQ掲載の番外編のみ |
| 05 | 劇団!インプロビゼーション                             | 読切 | WJ 2008年50号                                                                     | S - 3  |                                    |
| 06 | 三上少年探偵ファイル                                  | 読切 | 赤マル2009 WINTTER                                                                | 短     |                                    |
| 07 | 解説フルパワー高校野球!! 〜今年のポメ高は一味違う!?〜 | 読切 | WJ 2009年37・38号                                                                 | 短     |                                    |
| 08 | 新世紀アイドル伝説 彼方セブンチェンジ                 | 連載 | WJ 2009年51号 - 2010年12号                                                        | K      |                                    |
| 09 | 超能力者 斉木楠雄のΨ難（NEXT版）                      | 読切 | NEXT 2010 SUMMER 0 青号(再)                                                       | S - 1  |                                    |
| 10 | 超能力者 斉木楠雄のΨ難（本誌版）                      | 読切 | WJ2011年22号 - 50号⇒                                                              | 短     | ⇒ 不定期掲載（全7話）              |
| 11 | お前んち、お化け屋敷                                  | 読切 | WJ 2011年5・6合併号                                                               | S - 2  |                                    |
| 12 | 斉木楠雄のΨ難                                         | 連載 | WJ 2012年24号 - 2018年13号 2018年14号 - 31号（4コマ） GIGA 2018 SUMMER vol.1・3 ⇒ | S      | 代表作 ⇒ 斉木楠雄のΨ起動           |
| 13 | TERRACE HOUSE DUST                                    | 読切 | ＋ 2014年11月10日                                                                 | S - 12 | テラスハウスのパロディ             |
| 14 | 青少年有害環境規制法                                  | 読切 | WJ 2017年36・37合併号                                                             | S - 25 |                                    |
| 15 | 問題の多い料理店                                      | 読切 | WJ 2019年10号                                                                     | －     | [ 15 ]                             |
| 16 | 美食家陸谷鉄斎の葛藤                                  | 読切 | SQ 2019年3月号                                                                    | －     | [ 15 ]                             |
| 17 | 漫画家異世界取材旅行                                  | 読切 | WJ 2020年4・5合併号                                                               | －     |                                    |
| 18 | 真っ赤な嘘と真っ白な紙                                | 読切 | SQ 2020年9月号                                                                    | －     |                                    |

### 書籍
- 「略」欄は上記#漫画作品の収録欄で用いている略号を示す。

|  | ぼくのわたしの勇者学 |  | 斉木楠雄のΨ難 |

| 書名                                    | 発行年          | 巻 | 注記         |
| --------------------------------------- | --------------- | -- | ------------ |
| ぼくのわたしの勇者学                    | 2007年 - 2008年 | 6  | 初の単行本   |
| 新世紀アイドル伝説 彼方セブンチェンジ   | 2010年          | 1  |              |
| 麻生周一短編集 超能力者 斉木楠雄のΨ難 0 | 2012年          | 1  | 短編集       |
| 斉木楠雄のΨ難                           | 2012年 - 2018年 | 26 |              |
| 斉木楠雄のΨ難 EXTRA STORY OF PSYCHICS   | 2013年 - 2014年 | 2  | 小説版       |
| 斉木楠雄のΨ難 超能力エクサΨズ           | 2013年          | 1  | ゲームブック |
| ぼくのわたしの勇者学                    | 2017年          | 3  | 集英社文庫版 |

### その他
- いぬまるだしっ - 単行本2巻においてゲスト出演した宗村まさゆきを執筆。また同巻収録の『まるだし対談』に登場。
- 斉木楠雄のΨ難 - TVアニメ第1期第20χ・第2期第24χにて「天の声」として出演した。また実写版にて顔出し出演した。
- おやすみポラリスさよならパラレルワールド/ギラメタスでんぱスターズ 初回限定盤B（2018年、でんぱ組.inc）- シングルCDのジャケットイラストレーションを担当[16]。
- ギャグマンガ家 人間ドックデスレース（つの丸） - ルポタージュ漫画。健康診断を受け、医者から残りの寿命が30年と通告される顛末が描かれる

## 関連人物
- 松井優征 - 麻生と同じく入間市出身かつ『週刊少年ジャンプ』で連載した日本の漫画家。麻生とのコラボ作品『殺せんせーVS斉木楠雄〜入間市最終決戦〜』を発表。

アシスタント
- 塚本妖一 - 『勇者学』から『彼方』まで[17]
- 渡邉築 - 『斉木』の数話分[18]
- 平方昌宏 - 麻生と同い年[19]